# Солферино
Солферино (итал. Solferino) је насеље у Италији у округу Мантова, региону Ломбардија.
Према процени из 2011. у насељу је живело 1767 становника. Насеље се налази на надморској висини од 135 м.

## Становништво
Према резултатима пописа становништва 2011. у општини је живело 2.531 становника.
| 1936. | 1951. | 1961. | 1971. | 1981. | 1991. | 2001. | 2011. |
| ----- | ----- | ----- | ----- | ----- | ----- | ----- | ----- |
| 1.917 | 2.029 | 1.931 | 1.805 | 1.934 | 2.109 | 2.294 | 2.531 |

## Партнерски градови
- Шатијон сир Ендр, Solférino